# Marie-Therese Schmücker
Marie-Therese Schmücker (* 16. August 1901 in Gelsenkirchen; † 1982) war eine deutsche Musikpädagogin.

## Leben
Marie-Therese Schmücker wurde als Tochter des Spezialarztes Albert Schmücker geboren. Nach Besuch der Bürgerschule und des Lyzeums zu Gelsenkirchen sowie der realgymnasialen Studienanstalt zu Essen legte sie Ostern 1920 die Reifeprüfung ab. Es folgte ein Jahr Haushaltungsschule. 1921 immatrikulierte sie sich an der Berliner Musikhochschule. Sie studierte neun Semester Musikwissenschaft, 1924 promovierte sie. Im Januar 1926 legte sie die staatliche Schulmusikprüfung an der Akademie für Kirchen- und Schulmusik ab. In der Folge war sie als Lehrerin für Musikgeschichte am Seminar des Reichsverbandes deutscher Tonkünstler und Musiklehrer (RdTM) sowie als Volkshochschuldozentin tätig. Nach 1945 wurde sie als Oberregierungsrätin in das Kultusministerium Düsseldorf berufen.

## Schriften
- Johannes Werlins Liederhandschrift von 1648 (zugl. Berlin Univ. Dissertation), H. Freyhoff, Oranienburg/Bernau 1927.
- Diktate zur Musikgeschichte, mit Maria Leo, Tonika-Do Verlag, Berlin 1930.